# بل ۲۱۴اس‌تی
بل ۲۱۴اس‌تی (به انگلیسی: Bell 214ST) یک بالگرد ساختِ کارخانهٔ بل هلیکوپتر در کشور ایالات متحده آمریکا و کانادا است که در سال ۱۹۷۹ ساخته شد. این بالگرد برای نخستین بار در ۱۹۷۷ میلادی مورد استفاده قرار گرفت.